# 宮嶋博史
宮嶋 博史（みやじま ひろし、1948年10月2日 - ）は、日本の朝鮮史学者。東京大学名誉教授。専攻は朝鮮社会経済史。

## 経歴
出生から修学期
1948年、大阪府大阪市で生まれた。京都大学文学部史学科で学び、1972年に卒業。同大学大学院に進み、1977年に博士課程を単位取得退学。
朝鮮史研究者として
1979年、東海大学文学部専任講師に就いた。1981年、東京都立大学人文学部助教授に転じた。1983年、東京大学東洋文化研究所助教授となり、後に教授昇格。2002年には、韓国・成均館大学校東アジア学術院教授。2014年に定年退職し、名誉教授となった。

## 著作
著書
- 『朝鮮土地調査事業史の研究』汲古書院 東京大学東洋文化研究所報告 1991
- 『両班：李朝社会の特権階層』中公新書 1995

### 共編著
- 『近代朝鮮水利組合の研究』(日韓共同研究・植民地期の朝鮮経済 1) 李栄薫・松本武祝・張矢遠共著、日本評論社 1992
- 『明清と李朝の時代』(世界の歴史 12) 岸本美緒共著、中央公論社 1998
  - 文庫化 中公文庫 2008
- 『近代交流史と相互認識』(全3巻) 金容徳共編著、慶應義塾大学出版会(日韓共同研究叢書) 2001-2006
- 『植民地近代の視座 朝鮮と日本』尹海東・林志弦・李成市共編、岩波書店 2004
- 『「韓国併合」100年を問う 『思想』特集・関係資料』趙景達・李成市・和田春樹共編、岩波書店 2011

### 訳書
- 『分断時代の歴史認識』姜万吉著、学生社 1984
- 『日本帝国主義と朝鮮民衆』安秉直著、御茶の水書房(韓国現代社会叢書) 1986
- 『朝鮮後期の郷吏』李勲相著、法政大学出版局(韓国の学術と文化) 2007

## 参考
- 朝鮮日報
- 『現代日本人名録』2002年
- 『東洋文化研究所の五十年』1991